# ژاک سویر
ژاک سویر (فرانسوی: Jacques Suire‎؛ زادهٔ ۱۸ فوریهٔ ۱۹۴۳) دوچرخه‌سوار اهل فرانسه است.